# Sentier botanique de La Providence
Le sentier botanique de La Providence est un sentier de randonnée de l'île de La Réunion, département d'outre-mer français dans le sud-ouest de l'océan Indien. Il permet de découvrir la flore de la forêt semi-sèche de la Providence.
Au départ du quartier de La Providence, il suit les premiers hectomètres du GR R2 et du sentier Mercure.